# Albtrauf

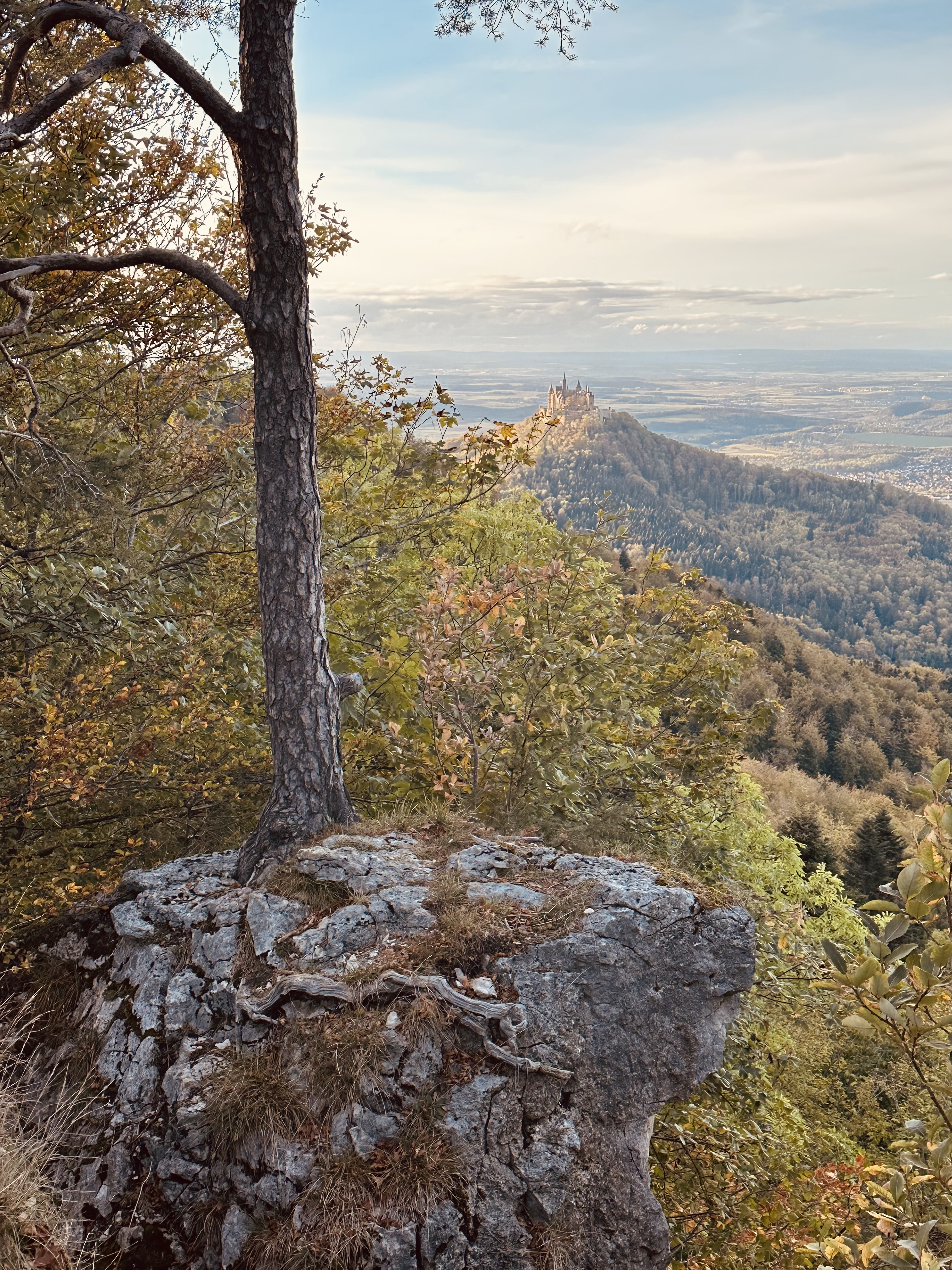
Albtrauf nahe dem Backofenfelsen, im Hintergrund der vorgelagerte Zeugenberg Hohenzollern mit der Burg Hohenzollern

Albtrauf bezeichnet den nordwestlich ausgerichteten Steilabfall der in Baden-Württemberg und Bayern gelegenen Schwäbischen Alb. Im Albbereich ist er der markanteste und in mehrere Schichtstufen untergliederte Stufenhang des Südwestdeutschen Schichtstufenlandes und verläuft etwa von Südwest nach Nordost.
Seine geologische Fortsetzung findet der Albtrauf im Nordosten im Stufenhang der Fränkischen Alb und im Südwesten und Westen in den Jura-Stufenhängen von Baaralb, Hegaualb, Randen, Klettgau, Aargau sowie des Tafeljura um Basel, der Ajoie und des Französischen Schichtstufenlandes.
In Geologie und Geomorphologie bedeutet Trauf allerdings lediglich die Kante im Schneiden von Stufenhang und Stufenfläche (nicht ausgebildet bei Walmstufen).

## Geographischer Verlauf

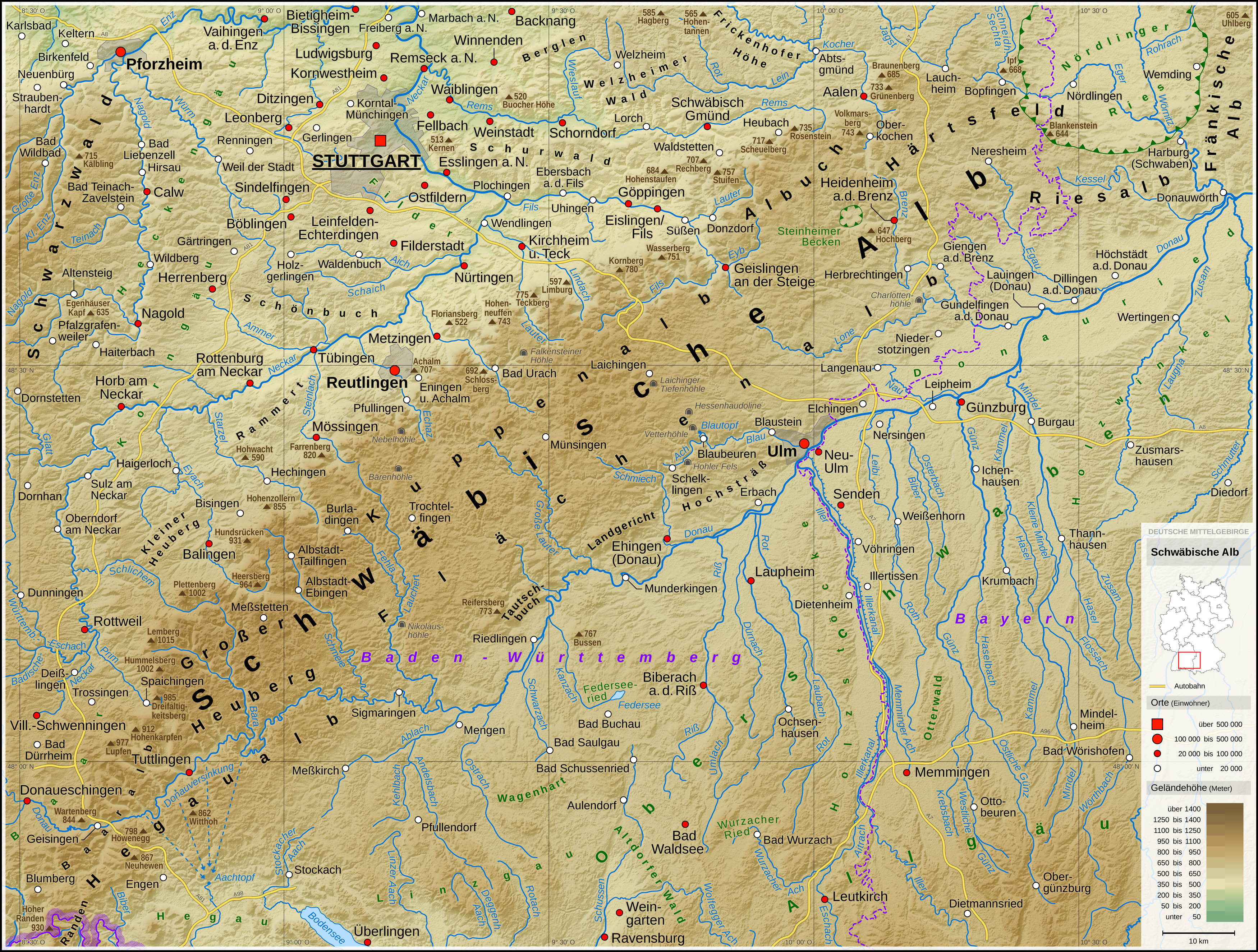
Schwäbische Alb

Wie die gesamte Alb verläuft auch der Albtrauf etwa von Südwesten nach Nordosten und folgt annähernd der Linie Donaueschingen–Lemberg–Balingen–Reutlingen–Kirchheim unter Teck–Gingen an der Fils–Unterkochen. Im Detail ist er durch viele tief erodierte Täler stark zergliedert.
Die vorragenden Zeugenberge tragen bekannte, weithin sichtbare Burgen wie die Burg Hohenzollern, die Burg Hohenneuffen oder die Burg Teck. Wichtige Verkehrswege vom Albvorland auf den Albtrauf werden Albaufstieg genannt, von denen die Geislinger Steige der bekannteste ist.

## Geologie

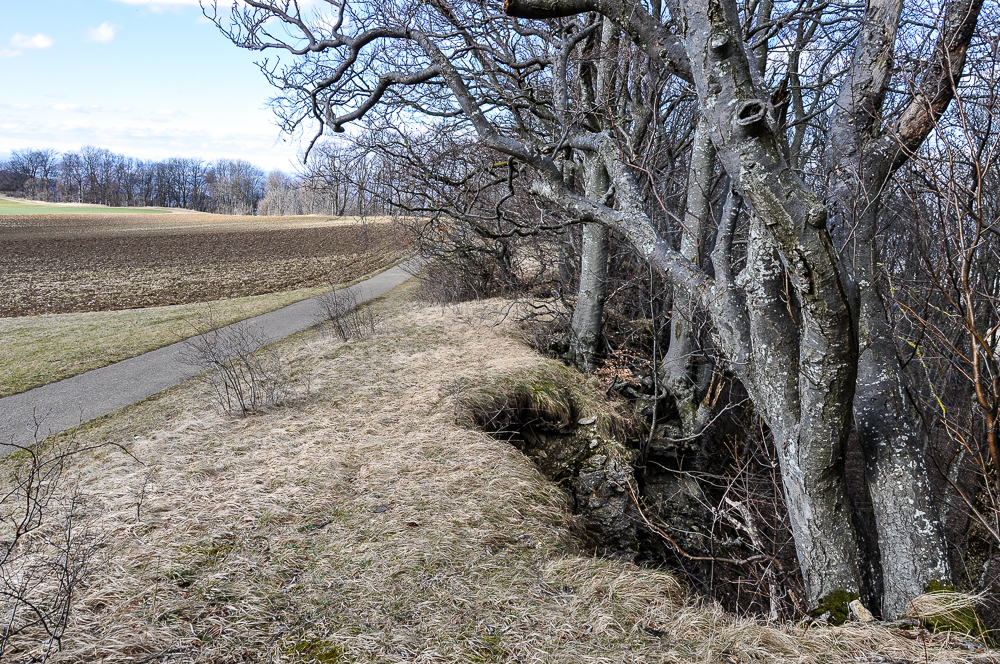
Typische Situation an der Kante des Albtraufs: Die relativ ebene, oft landwirtschaftlich genutzte Albhochfläche geht unmittelbar in den meist bewaldeten Steilhang über.

Am Aufbau des Albtraufs sind Gesteine des oberen Braunjuras sowie des unteren und mittleren Weißjuras beteiligt. Als Fundament dieses Schichtenpakets – somit als oberste, vielfach nur schwach ausgeprägte Stufe des Albvorlands – fungieren die härteren Schichten des Braunjuras in regional unterschiedlicher Form: Sandflaserschichten (Quenstedtsche Gliederung B β) in der Ostalb, Blaukalke (B γ) in der mittleren Alb, oolithische Kalkmergel (B δ) in der Westalb. Den unteren Abschnitt des Stufenhangs nehmen die nachfolgenden, bis zum abschließenden Ornatenton als Tongesteine ausgebildeten Braunjuraschichten ein; darauf folgen als erste Weißjuraschicht die ebenfalls weichen Kalkmergel (W α). Als Stufenbildner geeignete harte Kalksteine finden sich zum einen im W β (in der Westalb als Riffkalke, ansonsten als mauerartige Wohlgeschichtete Kalk-Formation), zum anderen im W δ (Riffkalke kommen im gesamten Gebiet vor, in den jüngeren Schichten vermehrt), dazwischen ist wiederum ein Mergelkomplex (W γ) eingeschaltet.

## Geomorphologie
Die mittlere Neigung des Albtraufs beträgt rund 35 Grad. Im Bereich des Ermstals sowie bei Balingen erreicht er eine durchschnittliche Höhe von fast 400 m. Die Traufkante liegt im Südwesten auf rund 1000 m ü. NHN, im Nordosten auf rund 650 m ü. NHN Höhe.
In der Ostalb und Teilen der mittleren Alb (bis zum Raum Bad Urach) erscheint der W β nicht als Stufenbildner, sondern allenfalls als Geländeknick im Stufenhang, der in einem Zug bis zur W δ-Kante ansteigt. Im Bereich Reutlingen bis Mössingen sind W β- und (die rund 100 m hohe) W δ-Stufe deutlich ausgeprägt. Weiter westlich bildet der W β sowohl die Stirn des Albtraufs als auch eine anschließende, mehrere Kilometer breite Stufenfläche; die W δ-Stufe (mit vorgelagerten Zeugenbergen, z. B. Kornbühl) tritt weiter zurück.
Durch rückschreitende Erosion weicht der Albtrauf (wie seit Jahrmillionen) im Durchschnitt jedes Jahr um wenige Millimeter nach Südosten zurück, was den stark zerlappten und gebuchteten Verlauf erklärt. Auch Rutschungen und Bergstürze tragen zu diesem Prozess bei. 
Zum Formenschatz zählen Stufenrandbuchten, Stirnseitentäler, Vorsprünge, Sporne, Auslieger und Zeugenberge. Zu den bekanntesten Zeugenbergen ohne Stufenfläche gehören von Nordost nach Südwest Ipf, Hohenstaufen, Achalm und Hohenzollern (Zoller). Zu den eindrücklichsten Zeugenbergen mit Stufenfläche zählen Kaltes Feld, Michelsberg, Farrenberg, das Plateau von Burgfelden (Böllat-Heersberg) und Plettenberg.

## Sonstiges
Die Vegetation besteht hauptsächlich aus Kalkbuchenwald, vereinzelt (z. B. auf dem Jusi) findet man auch die für die Hochfläche der Schwäbischen Alb typischen Wacholderheiden, die in der Regel unter Naturschutz stehen.
Auf dem Felskopf wachsen schwachwüchsige Eichen. Im Bereich der Hohen Schwabenalb sind durch standortuntypische forstliche Nutzung auch Fichten- und Tannenwälder zu finden. Im Traufgebiet der Hohen Schwabenalb gibt es jedoch lokal begrenzte natürliche Fichtenvorkommen mit einer den Standortsverhältnissen angepassten Fichten-Rasse. Charakteristisch sind auch die allenthalben aus dem Wald hervortretenden weißen Felsnasen aus Riffkalk.
Wegen der aus einiger Entfernung zu beobachtenden blassblauen Schimmerung wurde der Albtrauf poetisch „Blaue Mauer“ getauft. Der Begriff wurde von Eduard Mörike geprägt.
Vom Schwäbische-Alb-Nordrand-Weg (Hauptwanderweg 1, HW 1) des Schwäbischen Albvereins erschließt sich der Albtrauf von Donauwörth bis Tuttlingen.

## Bildergalerie

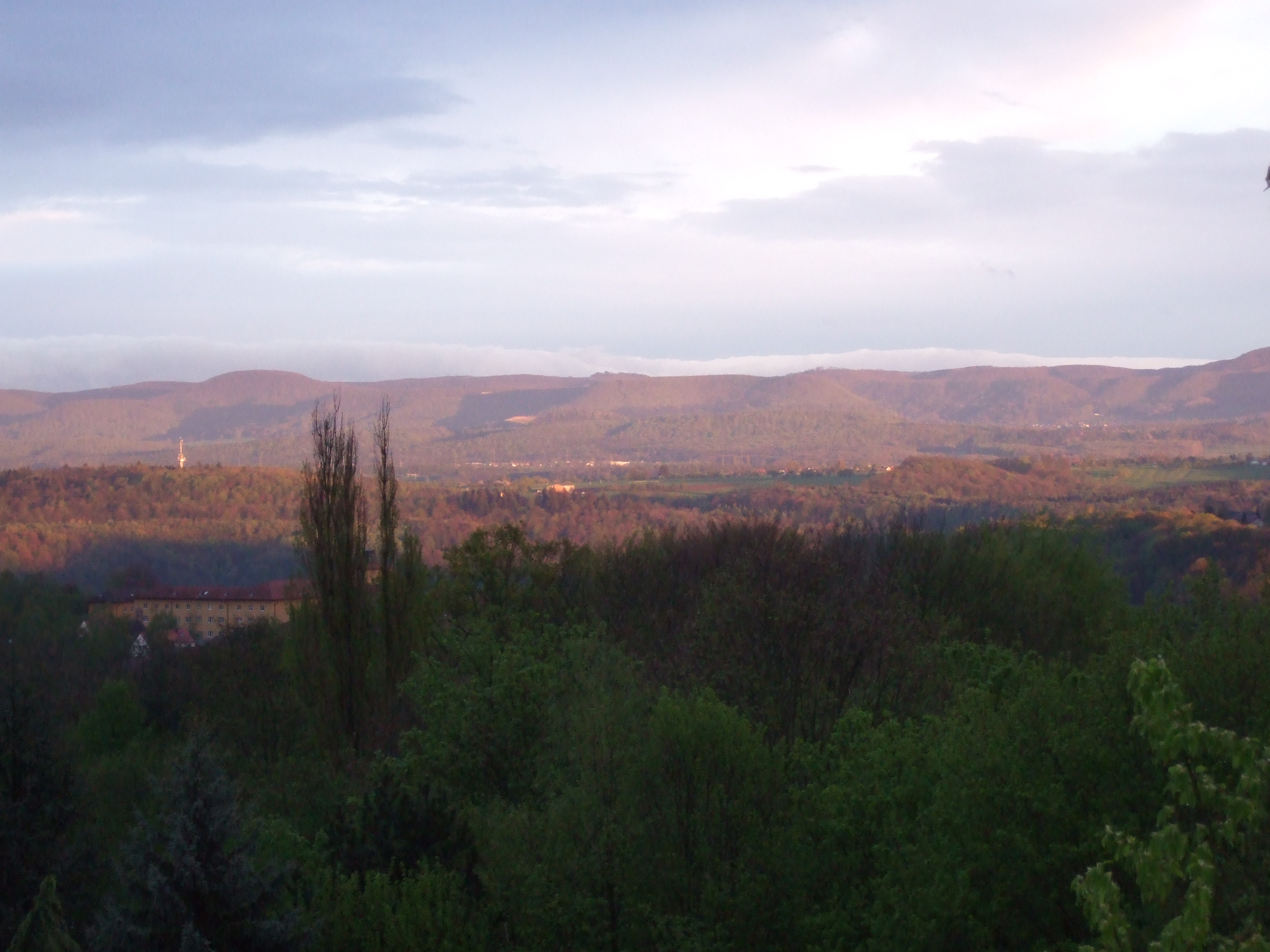
Albtrauf, von Tübingen aus gesehen
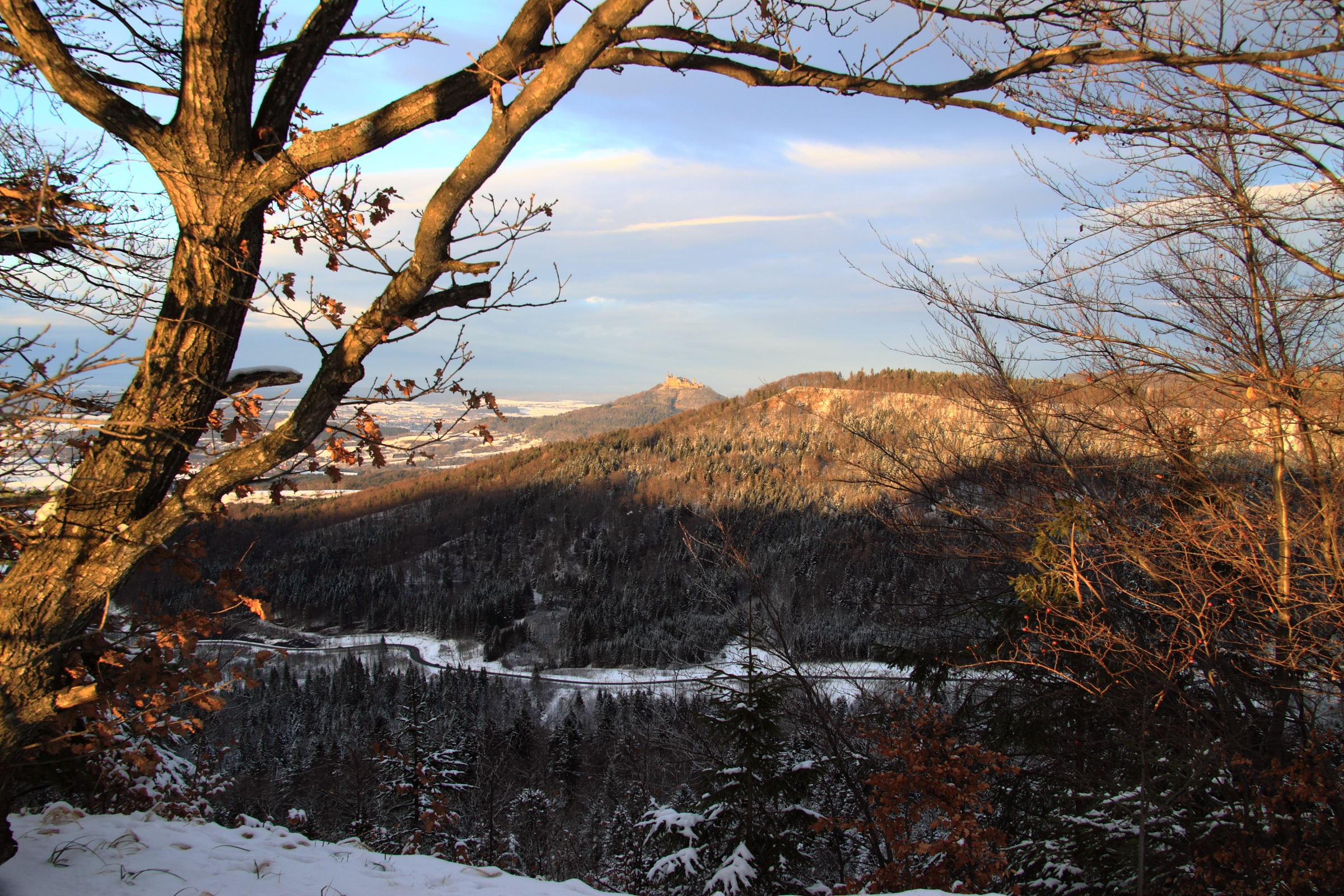
Albtrauf vom Irrenberg mit Burg Hohenzollern und Heiligenkopf
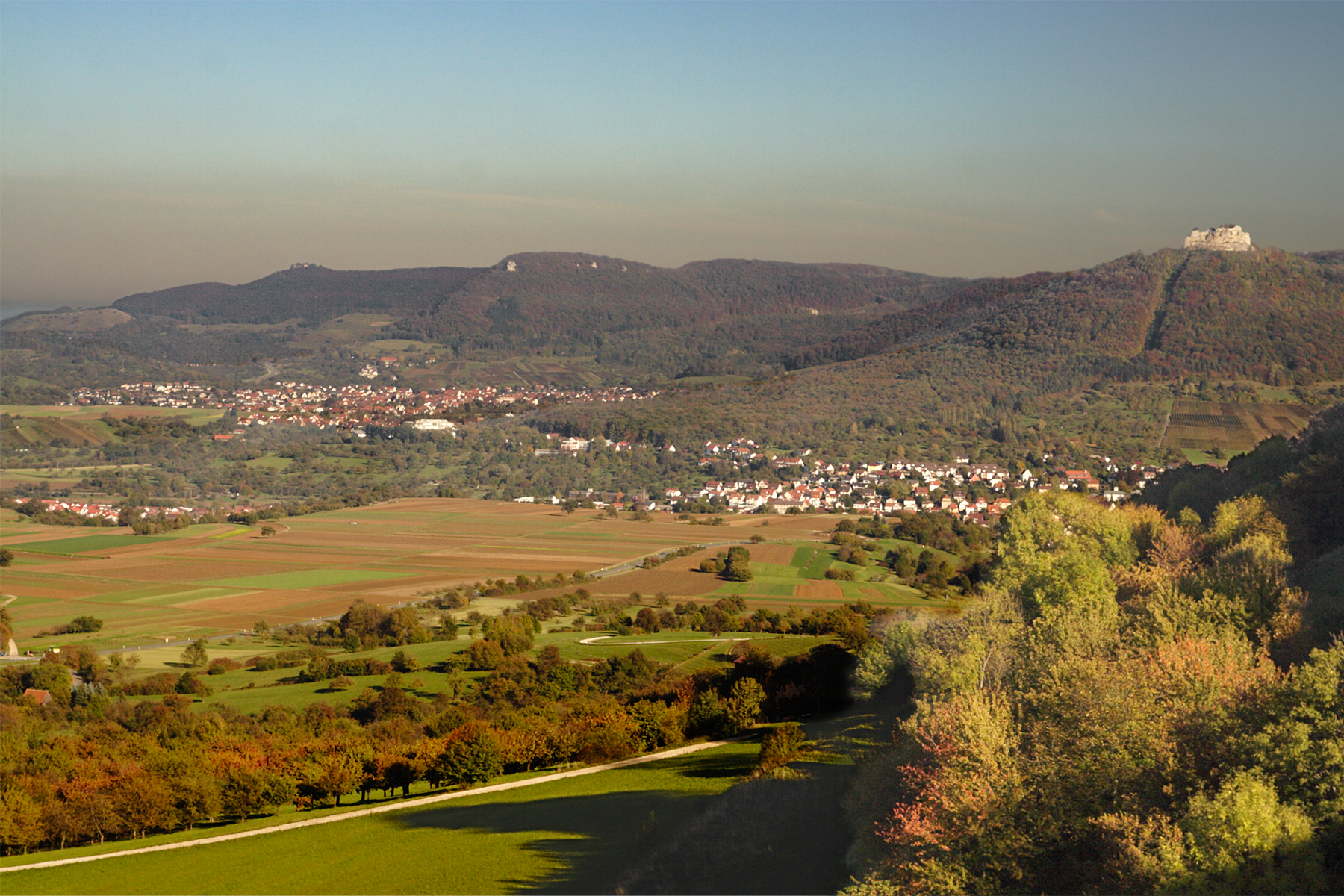
Trauf. Vorne: Ort Neuffen mit Burg Hohenneuffen, links der Ort Beuren und ganz hinten: Burg Teck (Mittlere Alb)
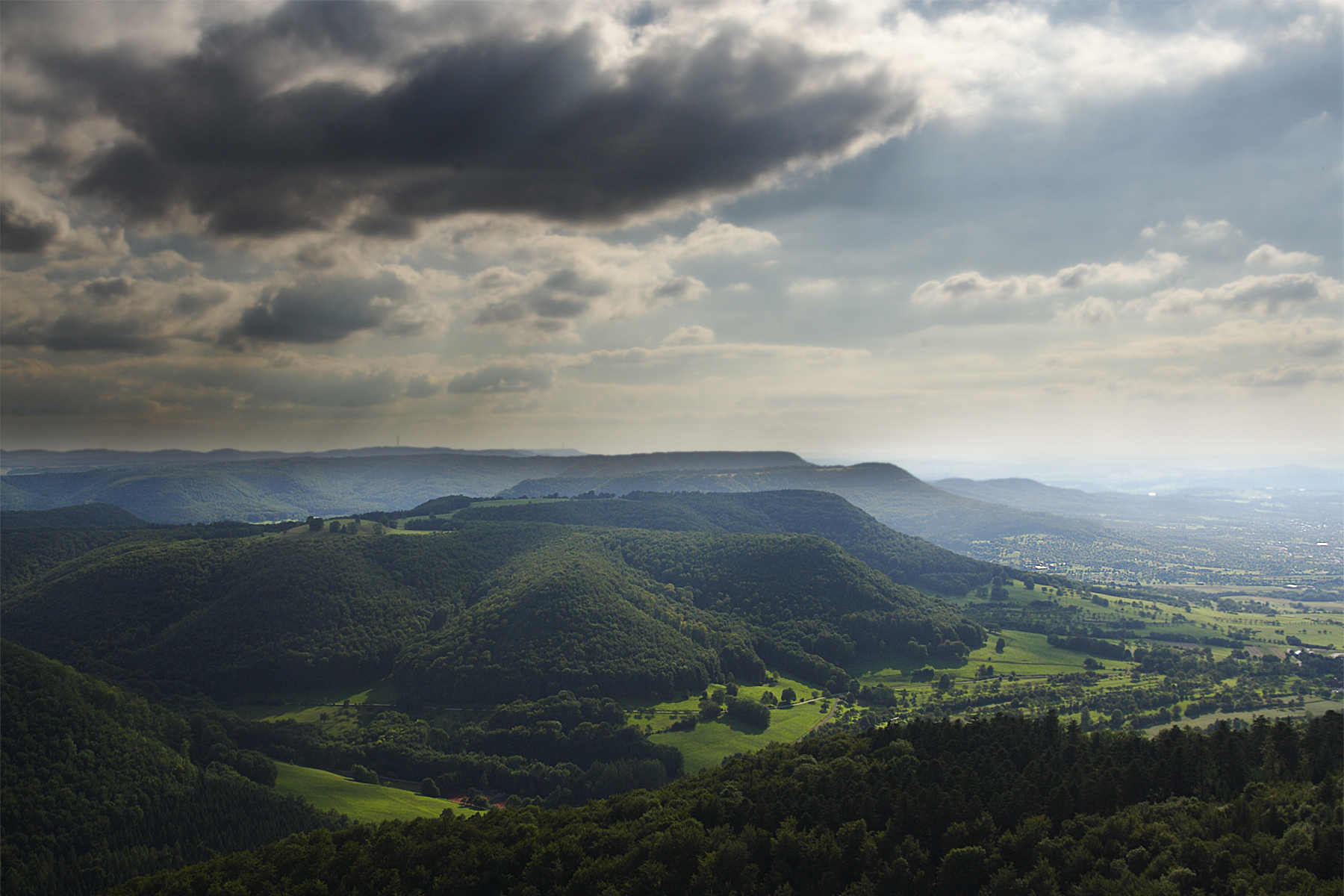
Albtrauf vom Roßberg Richtung Südwest
Albtrauf vom Roßbergturm Richtung Nordost
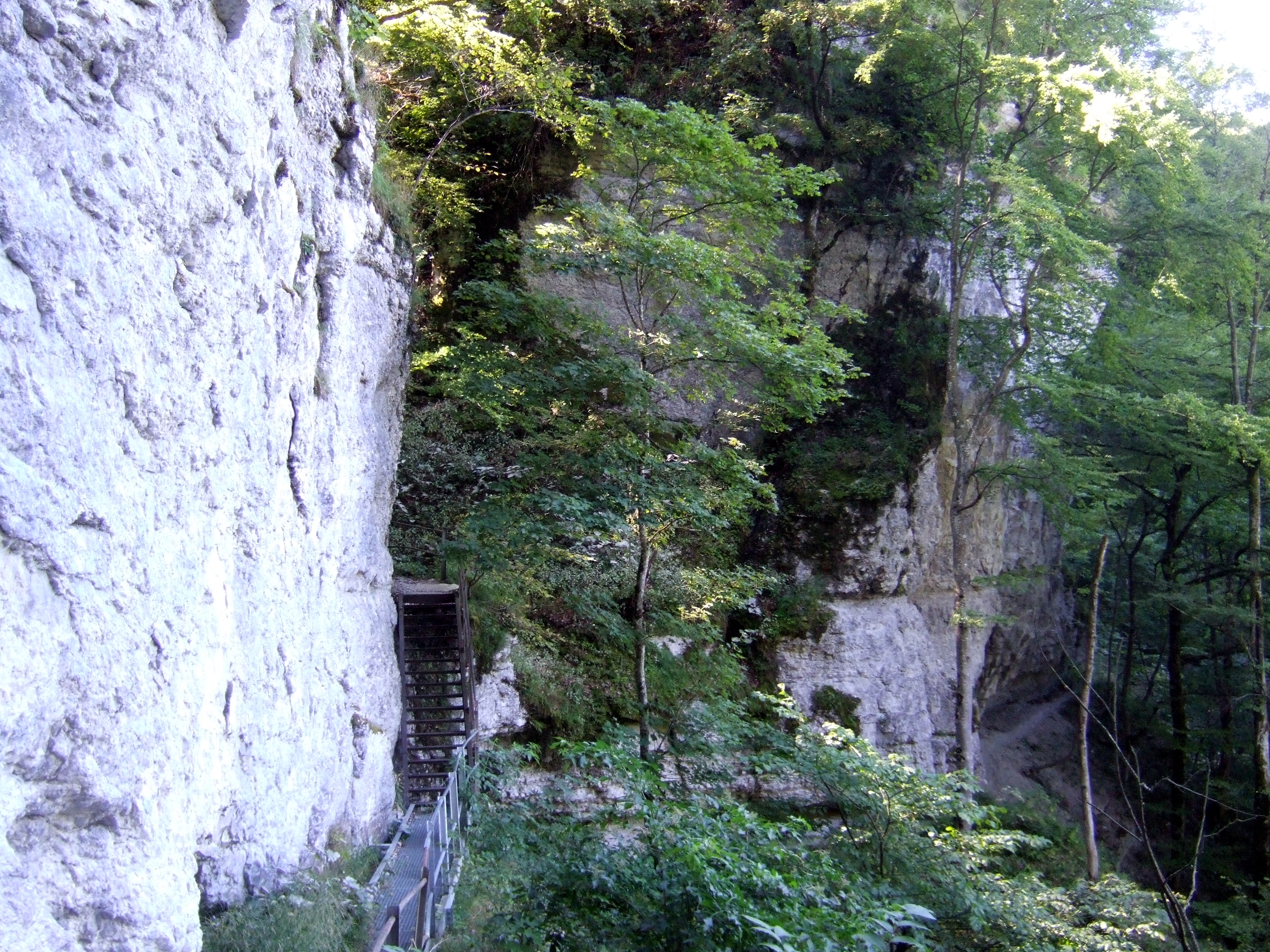
Albtrauf an der Hossinger Leiter
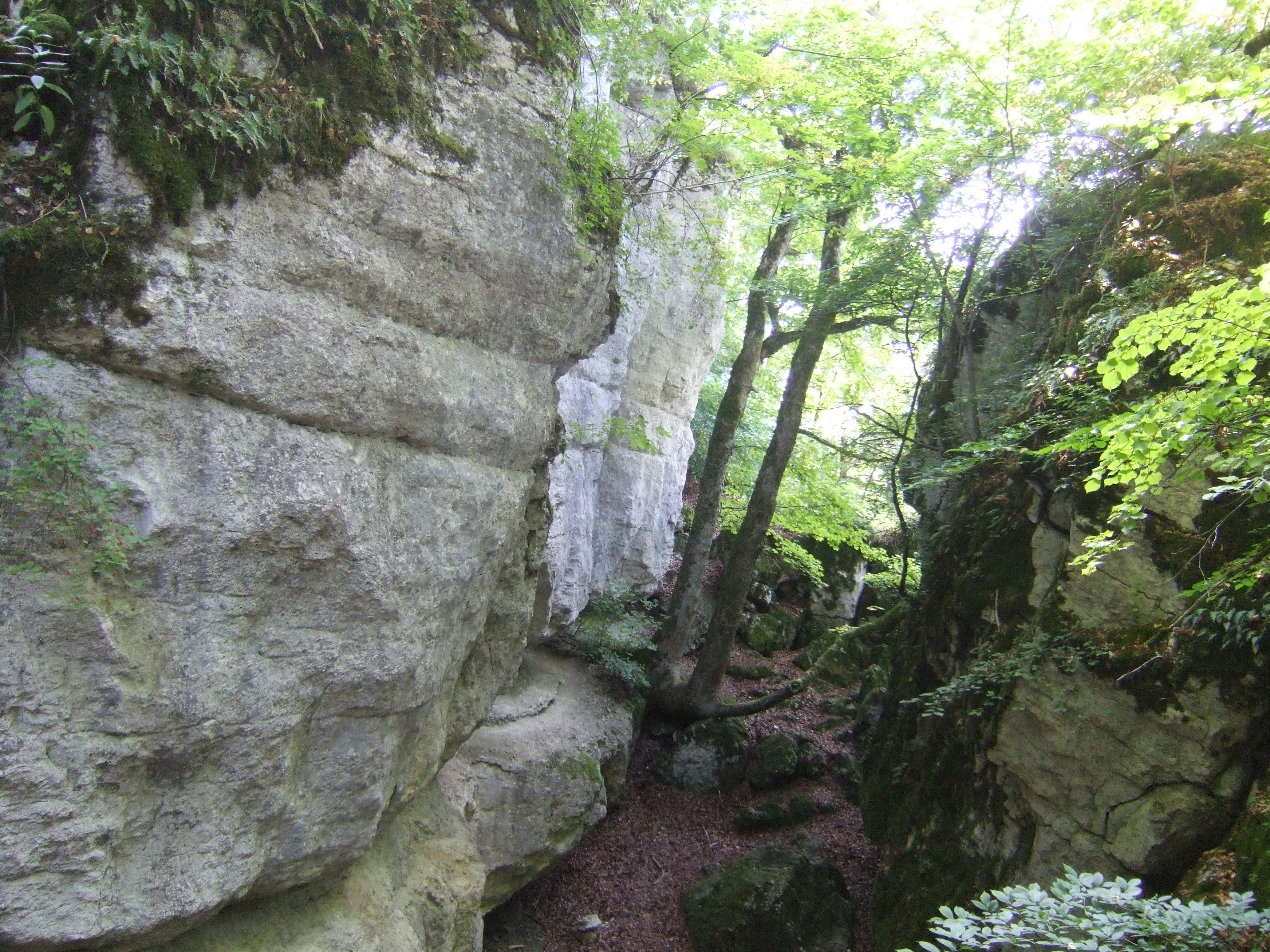
Gespaltener Fels am Schafberg
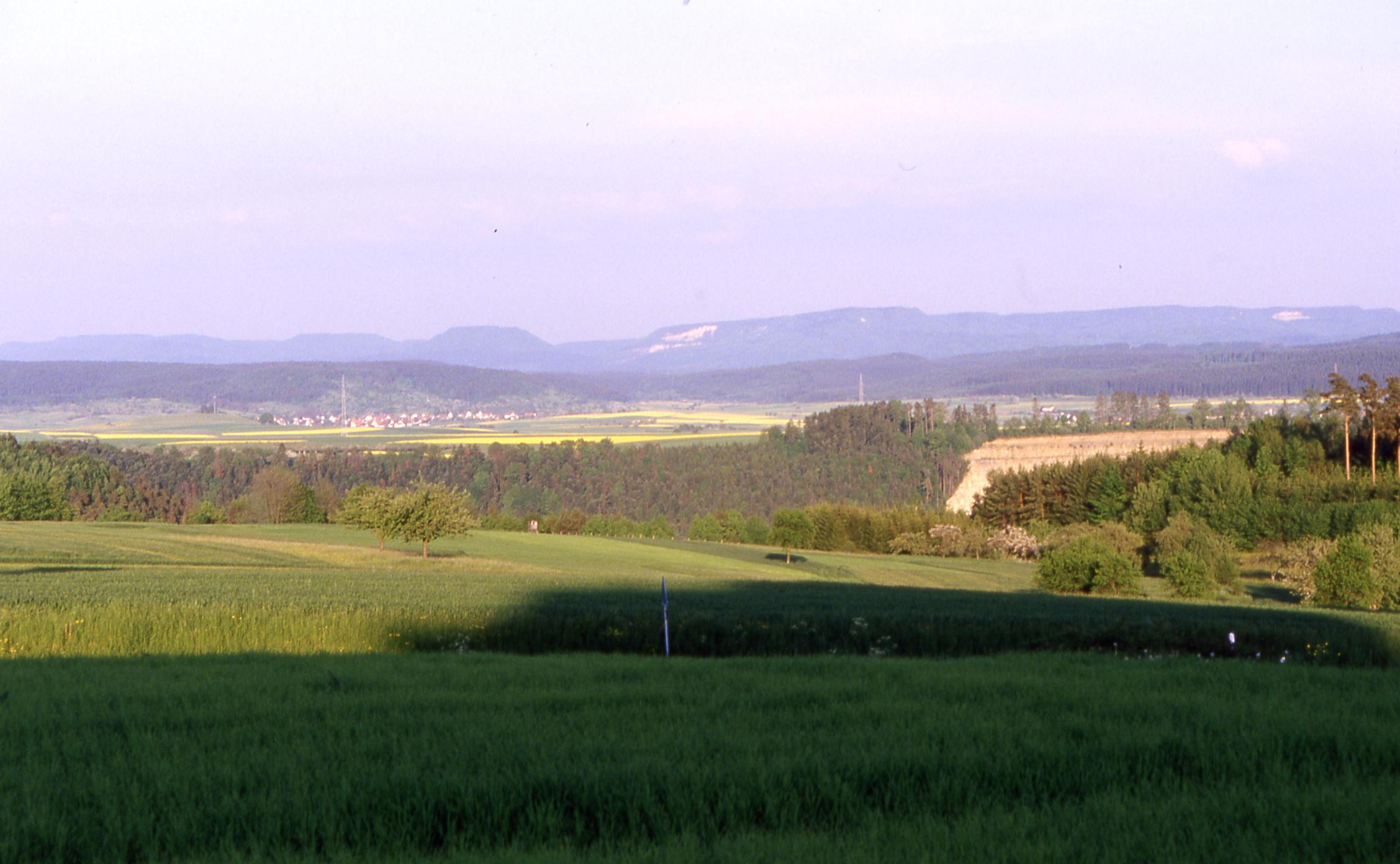
Blick vom Hochmark bei Frommenhausen zum Albtrauf
Blick zum Albtrauf vom Farrenberg links und der Burg Hohenzollern bis zum Plettenberg rechts
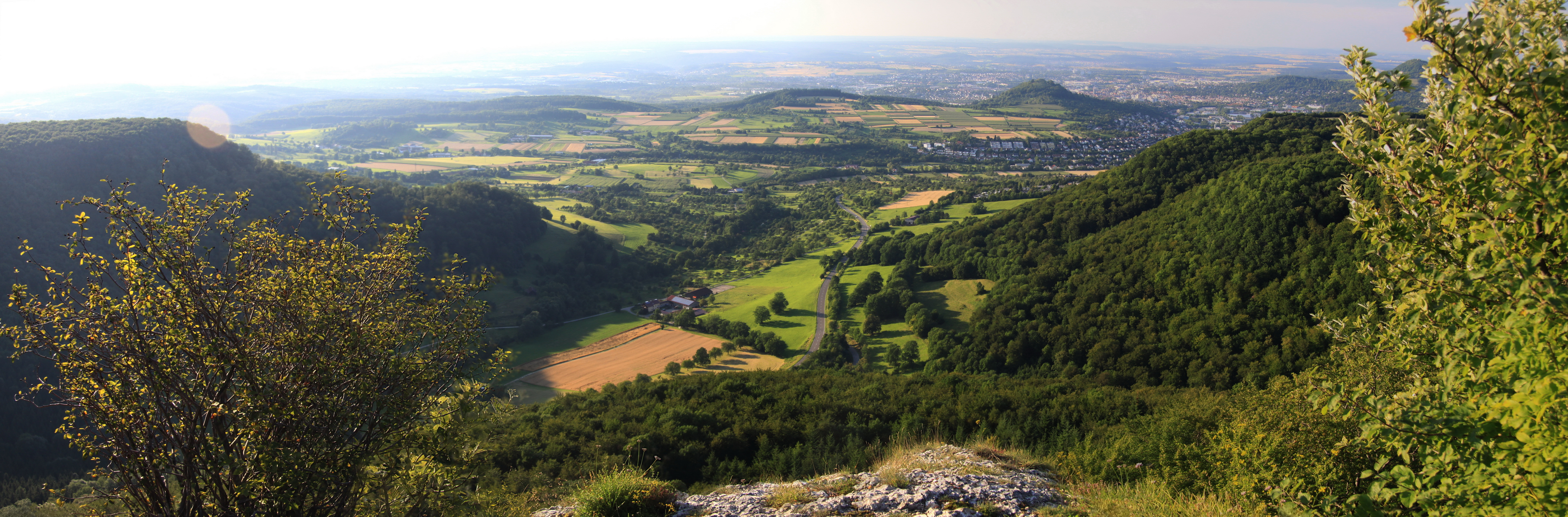
Blick vom Wackerstein (825,9 m) südlich von Reutlingen mit Zeugenbergen: Links Scheibenbergle, in Bildmitte Gaisbühl und Georgenberg, rechts im Norden Pfullingen und Reutlingen mit Scheibengipfel und Achalm
Blick vom Hangenden Stein (922,9 m) am Albtrauf nördlich von Onstmettingen über den Dreifürstenstein, Jungingen und den Himberg
Blick vom Böllat (922,3 m) zum Albtrauf südlich und östlich von Balingen

## Belege
1. ↑  A.Kerner,M.Geisel: Waldkartierung. Forstliche Versuchs- und Forschungsanstalt Baden-Württemberg (FVA). Hrsg.: FVA. Freiburg 30. August 2010, S. 73.
2. ↑  Theo Müller: Natürliche Fichtengesellschaften der Schwäbischen Alb. In: Beiträge zur naturkundlichen Forschung in Südwestdeutschland. Band 32, 26. März 1975, S. 233–249 (zobodat.at [PDF; abgerufen am 19. April 2023] Oberdorfer Festschrift).